# 三遊亭左遊
三遊亭 左遊（さんゆうてい さゆう）は、落語家の名跡。当代は二代目。
- 初代三遊亭左遊 - 二代目三遊亭圓遊門下
- 二代目三遊亭左遊 - 本項にて記述

二代目 三遊亭 左遊（さんゆうてい さゆう、1953年9月28日 - 2022年11月15日）は、神奈川県横浜市出身の落語家。本名∶佐藤 喜八郎。出囃子は『三番叟』。

## 芸歴
- 1969年4月 - 三代目三遊亭遊三に入門、前座名「遊ぼう」。
- 1973年9月 - 二ツ目昇進、「松遊三」と改名。
- 1984年4月 - 真打昇進、「二代目三遊亭左遊」を襲名。

## 人物
180cmの長身。ネタは『黄金の大黒』などの長屋物を得意とする。

## 経歴
1969年4月、三代目三遊亭遊三に入門し前座名三遊亭遊ぼうを名乗る。
1973年9月、桂南治と共に二ツ目昇進し「三遊亭松遊三」と改名。
1984年4月、四代目三遊亭圓左、三代目三遊亭小圓右、三遊亭左圓馬、桂南治と共に真打昇進し二代目三遊亭左遊を襲名。
2017年2月5日に浅草演芸ホールで『薮医者』を口演したのが最後の高座となった。持病が悪化したことにより高座復帰が難しいことから引退を申し出、以降は落語芸術協会における香盤が「会友」扱いとなった。
2022年11月15日、心不全のため横浜市内の自宅で死去。69歳没。訃報は同年12月5日に落語芸術協会より公表された。